# غاف قصير
غاف قصير أو الغَروبِلا أو الغَروبا (الخروب بالإسبانية)، هو نبات مسكيت شجري مُزهر من جنس الغاف موطنه في الأرجنتين.
يوضع في فُصيلة البقماوات.